# (474038) 2016 GE217
(474038) 2016 GE217 es un asteroide perteneciente al cinturón de asteroides, descubierto el 22 de abril de 1998 por el equipo del Spacewatch desde el Observatorio Nacional de Kitt Peak, Arizona, Estados Unidos.

## Designación y nombre
Designado provisionalmente como 2016 GE21.

## Características orbitales
2016 GE217 está situado a una distancia media del Sol de 2,733 ua, pudiendo alejarse hasta 3,180 ua y acercarse hasta 2,286 ua. Su excentricidad es 0,163 y la inclinación orbital 10,11 grados. Emplea 1650 días en completar una órbita alrededor del Sol.

## Características físicas
La magnitud absoluta de 2016 GE217 es 17,373.